# Сальцын, Евгений Иванович
Евге́ний Ива́нович Са́льцын (26 февраля 1929) — советский ватерполист, серебряный призёр Олимпийских игр. Мастер спорта СССР (1955). Мастер спорта СССР международного класса.

## Карьера
Выступал за ККФ (Баку). Бронзовый призер чемпионата СССР (1957). На Олимпийских играх 1960 года в составе сборной СССР выиграл серебряную медаль. На турнире Сальцын провёл 1 матч.

## Награды
- Орден «Знак Почёта» (16.09.1960) — за успешные выступления в XVII летних и VIII зимних Олимпийских играх 1960 года, а также за выдающиеся спортивные достижения[3]